# نادي أتليتيكو ريفير بليت بورتو ريكو
نادي أتليتيكو ريفير بليت بورتو ريكو (بالإنجليزية: Club Atlético River Plate Puerto Rico)‏، واختصارًا ريفير بليت (بالإنجليزية: River Plate)‏، هو نادي كرة قدم من بورتو ريكو. سيلعب النادي في دوري يو إس إل الاحترافي، دوري الدرجة الثالثة الأمريكي، الذي تنظمه يونايتد سوكر ليغز.
لعب النادي سابقًا في دوري بورتو ريكو لكرة القدم. تأسس عام 2007.

## اللاعبون
ملاحظة: تشير الأعلام إلى المنتخب الوطني على النحو المحدد في قواعد الأهلية للفيفا. قد يحمل اللاعبون أكثر من جنسية واحدة غير تابعة للفيفا.
| الرقم | البلد     | المركز | اللاعب           |
| ----- | --------- | ------ | ---------------- |
| 1     | الأرجنتين | حارس   | ماريانو غرازيانو |
| 3     | الأرجنتين | مدافع  | ماتياس ماروني    |
| 5     | الأرجنتين | وسط    | مارتن موريلو     |
| 6     | الأرجنتين | مدافع  | فاكوندو قويروغا  |
| 8     | الأرجنتين | وسط    | راؤول رويز       |
| 9     | كوبا      | مهاجم  | ييكل بيريس       |
| 10    | بورتوريكو | وسط    | بيتر فيليغاس     |
| 11    | الأرجنتين | وسط    | أليجاندرو روزو   |
| 12    | بورتوريكو | حارس   | جوليان فيلا      |
| 13    | الأرجنتين | مدافع  | باولو سينتوريون  |
| 14    | بورتوريكو | مدافع  | نيلسون توريس     |
| 15    | السلفادور | مدافع  | ميغويل مونتويا   |

| الرقم | البلد            | المركز | اللاعب                     |
| ----- | ---------------- | ------ | -------------------------- |
| 16    | السلفادور        | وسط    | بيدرو مونتويا              |
| 17    | بورتوريكو        | وسط    | أندريس كابريرو             |
| 18    | صربيا            | وسط    | لجوبومير فلاجكو            |
| 19    | الأرجنتين        | مهاجم  | لوكاس ماكسيميليانو أندريتش |
| 21    | الأرجنتين        | مدافع  | مارسيلو لروكا              |
| 29    | كوبا             | مهاجم  | ينيل بيرموديز              |
| 80    | بورتوريكو        | مهاجم  | إلوي ماتوس                 |
|       | الأرجنتين        | مهاجم  | ليونيل باروس               |
|       | الولايات المتحدة | مدافع  | براندون دوردين             |
|       | كولومبيا         | مدافع  | دانييل غوميز               |
|       | البرازيل         | مدافع  | هوميرو سارتوري             |
|       | تشيلي            | مهاجم  | كلوديو لا توري             |

المصدر :

## سنة بسنة
| السنة | الدرجة (التقسيم) | الدوري                     | الموسم العادي              | البلاي-أفس (Playoffs) |
| ----- | ---------------- | -------------------------- | -------------------------- | --------------------- |
| 2008  | 1                | دوري بورتو ريكو لكرة القدم | المركز الثاني              | المركز الثاني         |
| 2009  | 1                | دوري بورتو ريكو لكرة القدم | المركز الأول               | نصف النهائي           |
| 2010  | 1                | دوري بورتو ريكو لكرة القدم | المركز الأول في المجموعة A | المركز الأول          |
| 2011  | 3                | دوري يو إس إل الاحترافي    |                            |                       |

## الكؤوس والألقاب
- دوري بورتو ريكو لكرة القدم
  - بطل Supercopa DirecTV : مرة واحدة (2010)
  - بطل الدوري : مرة واحدة (2009)
  - وصيف الدوري : مرة واحدة (2008)
- كأس Copa Monteplata : مرة واحدة (2009)
- دوري Liga Premier : مرة واحدة (2007)

## المدربون
- وولتر زيرماتن : 2010 إلى الآن

## الاستاد
يلعب نادي ريفر بليت في استاد سيكستو أسكوبار في البلدة القديمة في سان جوان.